# Karl Marx
Karl Marx  RSA (AFI: [ˈkaʁl ˈmaʁks]; nascido em Tréveris, 5 de maio de 1818 – falecido em Londres, 14 de março de 1883 ) foi um filósofo, economista, historiador, sociólogo, teórico político, jornalista e revolucionário socialista alemão. Nascido em Tréveris, Prússia, Marx estudou direito e filosofia nas universidades de Bona e Berlim. Casou-se com a crítica de teatro e ativista política alemã Jenny von Westphalen em 1843. Devido às suas publicações políticas, Marx tornou-se apátrida e viveu no exílio com a sua mulher e filhos em Londres durante décadas, onde continuou a desenvolver o seu pensamento em colaboração com o pensador alemão Friedrich Engels e a publicar os seus escritos, pesquisando na Sala de Leitura do Museu Britânico. Os seus títulos mais conhecidos são o panfleto Manifesto Comunista de 1848 e o triplo volume O Capital (1867–1883). O pensamento político e filosófico de Marx teve uma enorme influência na história intelectual, económica e política subsequente. O seu nome tem sido usado como adjetivo, substantivo e escola de teoria social.
As teorias críticas de Marx sobre sociedade, economia e política, entendidas coletivamente como marxismo, sustentam que as sociedades humanas se desenvolvem através da luta de classes. No modo capitalista de produção, isto manifesta-se no conflito entre as classes dirigentes (conhecidas como a burguesia) que controlam os meios de produção e as classes trabalhadoras (conhecidas como o proletariado) que permitem a existência destes meios através da venda da sua força de trabalho em troca de salários. Empregando uma abordagem crítica conhecida como materialismo histórico, Marx previu que o capitalismo produzia tensões internas como os sistemas socioeconómicos anteriores e que estas levariam à sua autodestruição e substituição por um novo sistema conhecido como o modo de produção socialista. Para Marx, os antagonismos de classe sob o capitalismo — em parte devido à sua instabilidade e natureza propensa a crises — iriam dar origem ao desenvolvimento da consciência de classe da classe trabalhadora, levando à sua conquista do poder político e, eventualmente, ao estabelecimento de uma sociedade comunista sem classes, constituída por uma livre associação de produtores. Marx insistiu ativamente na sua implementação, argumentando que a classe trabalhadora deveria levar a cabo uma ação proletária revolucionária organizada para derrubar o capitalismo e provocar a emancipação socioeconómica.
Marx é descrito como uma das figuras mais influentes na história da humanidade, e o seu trabalho tem sido elogiado e criticado. Muitos intelectuais, sindicatos, artistas e partidos políticos em todo o mundo foram influenciados pelo trabalho de Marx, com muitos a modificarem ou adaptarem as suas ideias. Marx é tipicamente citado como um dos principais arquitectos da ciência social moderna.

## Biografia

### Juventude
Marx foi o terceiro de nove filhos, de uma família de origem judaica de classe média da cidade de Tréveris, na época no Reino da Prússia. Sua mãe, Henriette Pressburg (1788–1863), era judia holandesa e seu pai, Heinrich Marx (nascido Heschel Levi; 1777–1838), um advogado e conselheiro de Justiça. Herschel, descendente de uma família de rabinos, converteu-se ao cristianismo luterano em função das restrições impostas à presença de membros de etnia judaica no serviço público, quando Marx ainda tinha 6 anos de idade. Seus irmãos eram Sophie (1816–1886), Hermann (1819–1842), Henriette (1820–1845), Louise (1821–1893), Emilie (1824–1888 — adotada por seus pais), Caroline (1824–1847) e Eduard (1826–1837).

Em 1830, Marx iniciou seus estudos no Liceu Friedrich Wilhelm, em Tréveris, ano em que eclodiram revoluções em diversos países europeus. Em 1835, Marx, com 17 anos, se prepara para deixar Trier e ingressar na universidade, num ensaio sobre a escolha de uma carreira, conclui:
O principal guia que deve nos orientar na escolha de uma profissão é o bem-estar da humanidade e o nosso próprio aperfeiçoamento … a natureza humana é de tal modo constituída que o homem só atinge a própria perfeição trabalhando pelo aperfeiçoamento, pelo bem, de seus semelhantes … Se ele trabalha só para si mesmo, pode vir a ser um erudito famoso, um grande sábio, um excelente poeta, mas jamais será um homem perfeito, um grande homem de verdade …

Se escolhemos a posição na vida em que possamos trabalhar principalmente pela humanidade, nenhum fardo nos há de derrubar, pois serão sacrifícios pelo benefício de todos; de modo que não sentiremos uma alegria mesquinha, limitada e egoísta, mas nossa felicidade será a de milhões, nossas proezas viverão em silêncio mas eternamente atuantes, e sobre nossas cinzas serão derramadas fervorosas lágrimas de pessoas nobres.
Ingressou mais tarde na Universidade de Bonn para estudar Direito, transferindo-se no ano seguinte para a Universidade de Berlim, onde o filósofo alemão Georg Wilhelm Friedrich Hegel, cuja obra exerceu grande influência sobre Marx, foi professor e reitor. Em Berlim, Marx ingressou no Clube dos Doutores, que era liderado pelo hegeliano de esquerda Bruno Bauer. Ali perdeu interesse pelo Direito e se voltou para a Filosofia, tendo participado ativamente do movimento dos hegelianos de esquerda ou Jovens Hegelianos. Seu pai morreu naquele mesmo ano. Em 1841, obteve o título de doutor em Filosofia com uma tese sobre as Diferenças da filosofia da natureza em Demócrito e Epicuro. Impedido de seguir uma carreira acadêmica, tornou-se, em 1842, redator-chefe da Gazeta Renana (Rheinische Zeitung), um jornal da província de Colônia. Conheceu Friedrich Engels naquele mesmo ano, durante visitação deste à redação do jornal.

### Casamento e vida política

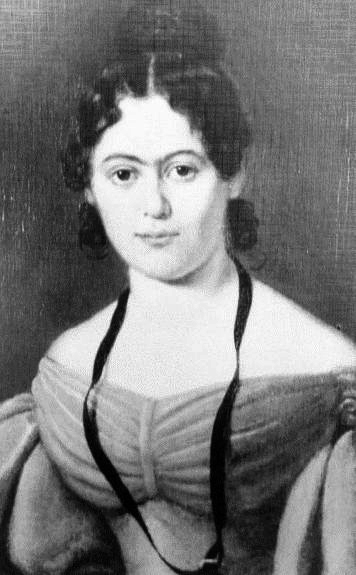
Esposa de Marx, Jenny von Westphalen

Em 1843, a Gazeta Renana foi fechada após publicar uma série de ataques ao governo prussiano. Tendo perdido o seu emprego de redator-chefe, Marx mudou-se para Paris. Lá assumiu a direção da publicação Deutsch-Französische Jahrbücher ('Anais Franco-Alemães') e foi apresentado a diversas sociedades secretas de socialistas. Antes ainda da sua mudança para Paris, Marx casou-se, no dia 19 de junho de 1843, com Jenny von Westphalen, a filha de um barão da Prússia com a qual mantinha noivado desde o início dos seus estudos universitários (noivado que foi mantido em sigilo durante anos, pois as famílias Marx e Westphalen não concordavam com a união).
Do casamento de Marx com Jenny von Westphalen, nasceram sete filhos, mas devido às más condições de vida que foram forçados a viver em Londres, apenas três sobreviveram à idade adulta. As crianças eram: Jenny Caroline (1844–1883), Jenny Laura (1845–1911), Edgar (1847–1855), Henry Edward Guy ("Guido"; 18479–1850), Jenny Eveline Frances ("Franziska"; 1851–52), Jenny Julia Eleanor (1855–1898) e mais um que morreu antes de ser nomeado (Julho, 1857). Ao que consta, Franziska, Edgar e Guido morreram na infância, provavelmente pelas péssimas condições materiais a que a família estava submetida, duas das filhas de Marx cometeram suicídio: Eleanor, 15 anos após a morte de Marx, aos 43 anos, após descobrir que seu companheiro havia se casado secretamente com uma atriz bem mais jovem, mas há quem suspeite que ele, na verdade, assassinou-a; e Laura, 28 anos após a morte de Marx, aos 66 anos, junto com o seu marido, Paul Lafargue, por não querer viver na velhice.
Marx também teve um filho, Frederick Demuth (1851–1929), nascido de sua relação amorosa com a militante socialista e empregada da família Marx, Helena Demuth. Solicitado por Marx, Engels assumiu a paternidade da criança, e pagando uma pensão, entregou-o a uma família de um bairro proletário de Londres.
No tratamento pessoal — Leandro Konder ressalta — Marx foi produto de seu tempo: "Antes de poder contestar a sociedade capitalista Marx pertencia a ela, estava espiritualmente mais enraizado no solo da sua cultura do que admitiria, e que diante dos padrões da Inglaterra vitoriana mostrou: traços típicos das limitações de seu tempo". Como moças aristocráticas, suas filhas tinham aulas de piano, canto e desenho, mesmo que não tivessem desenvoltura para tais atividades artísticas.

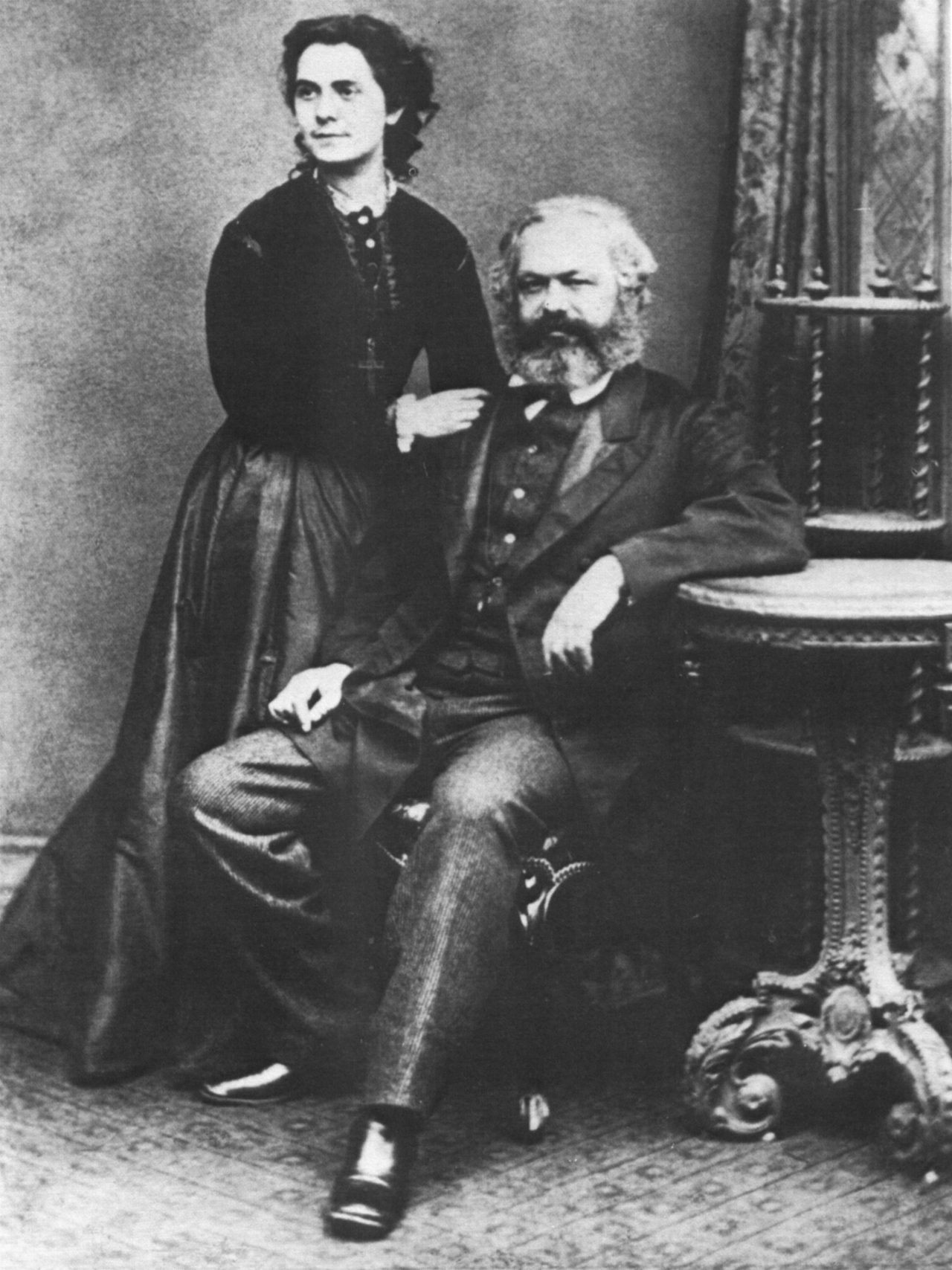
Marx com a sua filha Jenny Caroline em 1869

Também em 1843, Marx conheceu a Liga dos Justos (que mais tarde tornar-se-ia Liga dos Comunistas). Em 1844, Friedrich Engels visitou Marx em Paris por alguns dias. A amizade e o trabalho conjunto entre ambos, que se iniciou nesse período, só seria interrompido com a morte de Marx. Na mesma época, Marx também se encontrou com Proudhon, com quem teve discussões polêmicas e muitas divergências. E conheceu rapidamente Bakunin, então refugiado do czarismo russo e militante socialista. No seu período em Paris, Marx intensificou os seus estudos sobre economia política, os socialistas utópicos franceses e a história da França, produzindo reflexões que resultaram nos Manuscritos de Paris, mais conhecidos como Manuscritos Econômico-Filosóficos. De acordo com Engels, foi nesse período que Marx aderiu às ideias socialistas.
De Paris, Marx ajudou a editar uma publicação de pequena circulação chamada Vorwärts!, que contestava o regime político alemão da época. Por conta disto, Marx foi expulso da França em 1845 a pedido do governo prussiano. Migrou então para Bruxelas, para onde Engels também viajou. Entre outros escritos, a dupla redigiu na Bélgica o Manifesto comunista. Em 1848, Marx foi expulso de Bruxelas pelo governo belga. Junto com Engels, mudou-se para Colônia, onde fundam o jornal Nova Gazeta Renana. Após ataques às autoridades locais publicados no jornal, Marx foi expulso de Colônia em 1849. Até 1848, Marx viveu confortavelmente com a renda oriunda de seus trabalhos, seu salário e presentes de amigos e aliados, além da herança legada por seu pai. Entretanto, em 1849 Marx e sua família enfrentaram grave crise financeira; após superarem dificuldades conseguiram chegar a Paris, mas o governo francês proibiu-os de fixar residência em seu território. Graças, então, a uma campanha de arrecadação de donativos promovida por Ferdinand Lassalle na Alemanha, Marx e família conseguem migrar para Londres, onde fixaram residência definitiva. Trabalhou como correspondente em Londres para o New York Tribune onde declarou seu apoio público ao governo de Abraham Lincoln durante a Guerra da Secessão.

### Morte

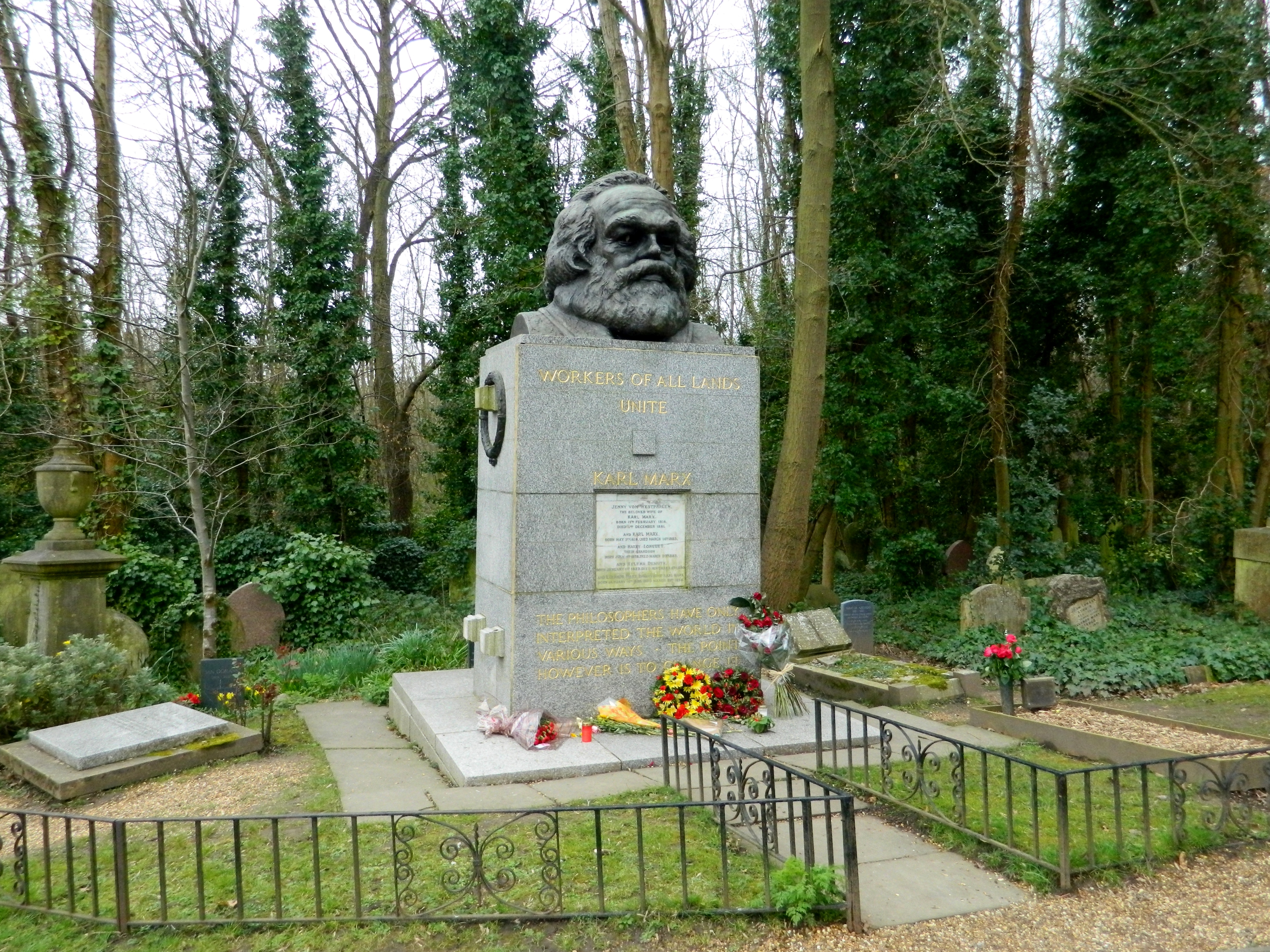
Tumba de Karl Marx no Cemitério de Highgate, Londres.

Deprimido pela morte de sua esposa em dezembro de 1881, Marx desenvolveu, em consequência dos problemas de saúde que suportou ao longo de toda a vida, bronquite e pleurisia, que causaram seu falecimento em 1883. Foi enterrado na condição de apátrida, no Cemitério de Highgate, em Londres.
Muitos dos amigos mais próximos de Marx prestaram-lhe homenagem no seu funeral, incluindo Wilhelm Liebknecht e Friedrich Engels. Este pronunciou as seguintes palavras:
| “ | Marx era, antes de tudo, um revolucionário. Sua verdadeira missão na vida era contribuir, de um modo ou de outro, para a derrubada da sociedade capitalista e das instituições estatais por esta suscitadas, contribuir para a libertação do proletariado moderno, que ele foi o primeiro a tornar consciente de sua posição e de suas necessidades, consciente das condições de sua emancipação. A luta era seu elemento. E ele lutou com uma tenacidade e um sucesso com quem poucos puderam rivalizar. (…) Como consequência, Marx foi o homem mais odiado e mais caluniado de seu tempo. Governos, tanto absolutistas como republicanos, deportaram-no de seus territórios. Burgueses, quer conservadores ou ultrademocráticos, porfiavam entre si ao lançar difamações contra ele. Tudo isso ele punha de lado, como se fossem teias de aranha, não tomando conhecimento, só respondendo quando necessidade extrema o compelia a tal. E morreu amado, reverenciado e pranteado por milhões de colegas trabalhadores revolucionários — das minas da Sibéria até a Califórnia, de todas as partes da Europa e da América — e atrevo-me a dizer que, embora, muito embora, possa ter tido muitos adversários, não teve nenhum inimigo pessoal. | ” |

Em 1954, o Partido Comunista Britânico construiu uma lápide com o busto de Marx sobre sua tumba, até então de decoração muito simples. Na lápide, estão inscritos o parágrafo final do Manifesto Comunista ("Proletários de todos os países, uni-vos!") e um trecho extraído das Teses sobre Feuerbach: "Os filósofos apenas interpretaram o mundo de várias maneiras, enquanto que o objetivo é mudá-lo."

## Influências
Algumas das principais leituras e estudos feitos por Marx são:
- A filosofia alemã de Kant, Hegel e dos neo-hegelianos (como Ludwig Feuerbach e Moses Hess);
- O socialismo utópico (representado por Saint-Simon, Robert Owen, Louis Blanc e Proudhon); e
- A economia política clássica britânica (representada por Adam Smith, David Ricardo e outros).[29]

Ele estudou profundamente todas essas concepções ao mesmo tempo em que as questionou e desenvolveu novos temas, de modo a produzir uma profunda reorientação no debate intelectual europeu.

### Influência da filosofia idealista

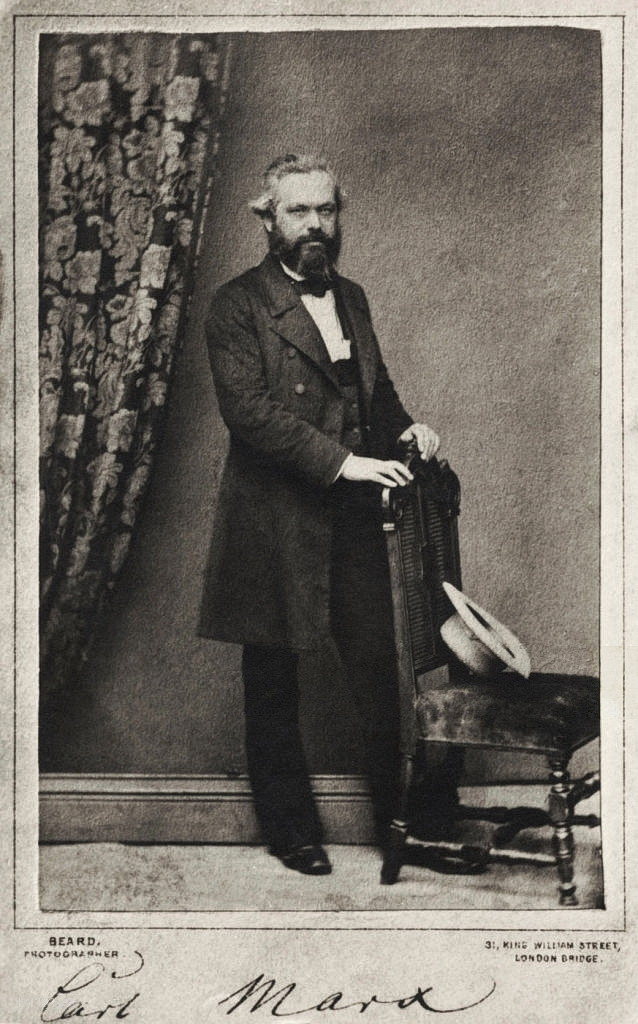
Karl Marx em 1861

Hegel foi professor da Universidade de Jena, a mesma instituição onde Marx cursou o doutorado. E, em Berlim, Marx teve contato prolongado com as ideias dos Jovens Hegelianos (também chamados de "hegelianos de esquerda") e com o pensamento de Jean-Jacques Rousseau. Os dois principais aspectos do sistema de Hegel que influenciaram Marx foram sua filosofia da história e sua concepção dialética.
Para Hegel, nada no mundo é estático, tudo está em constante processo (vir-a-ser); tudo é histórico, portanto. O sujeito desse mundo em movimento é o Espírito do Mundo (também chamado de Superalma ou Consciência Absoluta), que representa a consciência humana geral, comum a todos indivíduos e manifesta na ideia de Deus. A historicidade é concebida enquanto história do progresso da consciência da liberdade. As formas concretas de organização social correspondem a imperativos ditados pela consciência humana, ou seja, a realidade é determinada pelas ideias dos homens, que concebem novas ideias de como deve ser a vida social em função do conflito entre as ideias de liberdade e as ideias de coerção ligadas a condição natural ("selvagem") do homem. O homem se liberta progressivamente de sua condição de existência natural através de um processo de "espiritualização" — reflexão filosófica (ao nível do pensamento, portanto) que conduz o homem a perceber quem é o real sujeito da história.
Marx considerou-se um "hegeliano de esquerda" durante certo tempo, mas rompeu com o grupo e efetuou uma revisão bastante crítica dos conceitos de Hegel após tomar contato com as concepções de Ludwig Feuerbach. Manteve o entendimento da história enquanto progressão dialética (ou seja, o mundo está em processo graças ao choque permanente entre os opostos; não é estático), mas eliminou o Espírito do Mundo enquanto sujeito ou essência, porque passou a compreender que a origem da realidade social não reside nas ideias, na consciência que os homens têm dela, mas sim na ação concreta (material, portanto) dos homens, portanto no trabalho humano. A existência material precede qualquer pensamento; inexiste possibilidade de pensamento sem existência concreta. Marx inverte, então, a dialética hegeliana, porque coloca a materialidade — e não as ideias — na gênese do movimento histórico que constitui o mundo. Elabora assim a dialética materialista, construída como uma crítica ao materialismo de Feuerbach e um conceito não desenvolvido por Marx que também costuma ser chamado de materialismo dialético).
A mistificação por que passa a dialética nas mãos de Hegel não o impede de ser o primeiro a apresentar suas formas gerais de movimento, de maneira ampla e consciente. Em Hegel, a dialética está de cabeça para baixo. É necessária pô-la de cabeça para cima, a fim de descobrir a substância racional dentro do invólucro místico.
— Karl Marx, em O Capital

A respeito da influência de Hegel sobre Marx, escreveu Lenin que "é completamente impossível entender O Capital de Marx, e, em especial, seu primeiro capítulo, sem haver estudado e compreendido a fundo toda a lógica de Hegel."

### Influência do socialismo utópico
À época de Marx, "socialismo utópico" designava um conjunto de doutrinas diversas (e até antagônicas entre si) que tinham em comum, entretanto, duas características básicas: (1) a base determinante do comportamento humano residia na esfera moral/ideologia e (2) o desenvolvimento das civilizações ocidentais estava a permitir uma nova era onde iria imperar a harmonia social.
Marx criticou sagazmente as ideias dos socialistas utópicos (principalmente dos franceses, com os quais mais polemizou), acusando-os de muito romantismo ingênuo e pouca ou nenhuma dedicação ao estudo rigoroso da conjuntura social, pois os socialistas utópicos muito diziam sobre como deveria ser a sociedade harmônica ideal, mas nada indicavam sobre como seria possível alcançá-la plenamente. Além de criticar o socialismo utópico, ele também criticou o socialismo pequeno burguês, o "socialismo feudal" reacionário e o "socialismo conservador". Por outro lado, pode-se dizer que, de certa forma, Marx adotou — explícita ou implicitamente — algumas noções contidas nas ideias de alguns dos socialistas utópicos, como a noção de que o aumento da capacidade de produção decorrente da revolução industrial permite condições materiais mais confortáveis à vida humana ou ainda a noção de que as crenças ideológicas do sujeito lhe determinam o comportamento. É importante destacar uma diferença primordial: para os socialistas utópicos em geral, todo o comportamento humano é absolutamente determinado pela moral/ideologia, já para Marx, essa afirmação é parcialmente verdadeira, pois a moral/ideologia encontra-se submetida a uma outra condição anterior que lhe determina — a dimensão material da reprodução da existência.

### Influência da economia política clássica

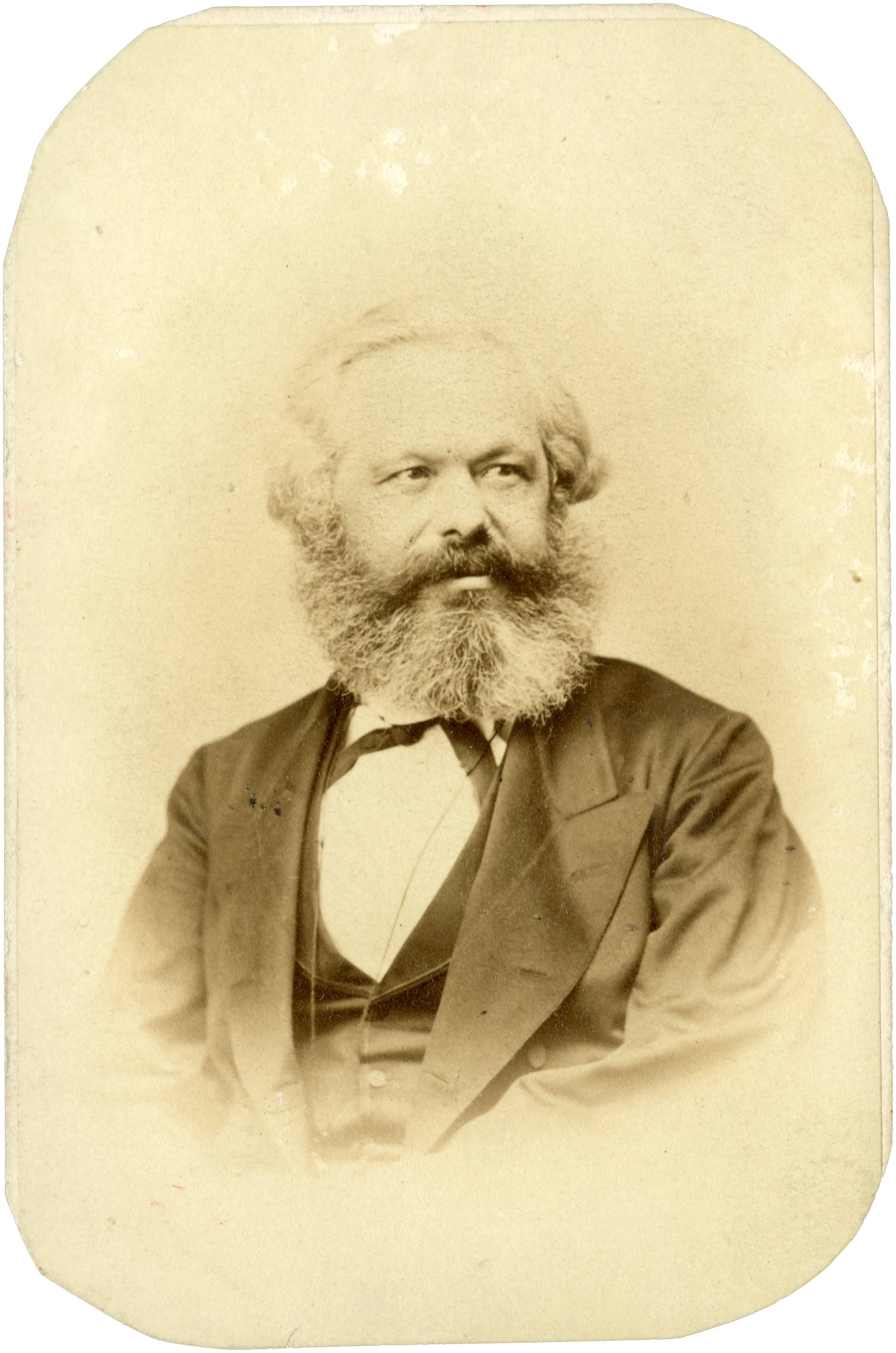
Marx em 1867

Marx empreendeu um minucioso estudo de grande parte da teoria econômica ocidental, desde escritos da Grécia antiga até obras que lhe eram contemporâneas. As contribuições que julgou mais fecundas foram as elaboradas por dois economistas políticos britânicos: Adam Smith e David Ricardo (tendo predileção especial por Ricardo, a quem chamava de "o maior dos economistas clássicos"). Na obra deste último, Marx encontrou conceitos — então bastante utilizados no debate britânico — que, após fecunda revisão e reelaboração, adotou em definitivo, como os de valor, divisão social do trabalho, acumulação primitiva e mais-valia. A avaliação do grau de influência da obra de Ricardo sobre Marx é bastante desigual. Estudiosos pertencentes à tradição neorricardiana tendem a considerar que existem poucas diferenças cruciais entre o pensamento econômico de um e outro; já estudiosos ligados à tradição marxista tendem a delimitar diferenças fundamentais entre eles. Apesar de Marx ter sido influenciado pelo utilitarismo radical de Jeremy Bentham na área econômica, ele admite que a sociedade possa dedicar parte de seu tempo a atividades não produtivas depois de que ela tenha atingido seus objetivos econômicos.

### Colaboração de Engels
Friedrich Engels exerceu significativa influência sobre as reflexões intelectuais de Marx, principalmente no início da associação entre ambos, período em que dirigiu a atenção de Marx para a economia política e a história econômica da Europa. Após a morte deste, Engels tornou-se não só o organizador dos muitos manuscritos incompletos e/ou inéditos legados, mas também o primeiro intérprete e sistematizador das ideias de Marx. Engels igualmente se ocupou, desde bem antes do falecimento de seu amigo, de redigir exposições em termos populares das ideias de Marx, visando facilitar sua difusão.

## Teoria e obras
A teoria marxista é, substancialmente, uma crítica radical das sociedades capitalistas, mas é uma crítica que não se limita a teoria em si: Marx se posiciona contra qualquer separação drástica entre teoria e prática, entre pensamento e realidade, porque essas dimensões são abstrações mentais (categorias analíticas) que, no plano concreto, real, integram uma mesma totalidade complexa.
O marxismo constitui-se como a concepção materialista da História, longe de qualquer tipo de determinismo, mas compreendendo a predominância da materialidade sobre a ideia, sendo esta possível somente com o desenvolvimento daquela, e a compreensão das coisas em seu movimento, em sua interdeterminação, que é a dialética. Portanto, não é possível entender os conceitos marxianos — como forças produtivas ou capital — sem levar em conta o processo histórico, pois não são conceitos abstratos e sim uma abstração do real, tendo como pressuposto que o real é movimento.
Karl Marx compreende o trabalho como atividade fundante da humanidade. E o trabalho, sendo a centralidade da atividade humana, se desenvolve socialmente, sendo o homem um ser social. Sendo os homens seres sociais, a História, isto é, suas relações de produção e suas relações sociais fundam todo processo de formação da humanidade. Esta compreensão e concepção do homem é radicalmente revolucionária em todos os sentidos, pois é a partir dela que Marx irá identificar a alienação do trabalho como a alienação fundante das demais. E com esta base filosófica é que Marx compreende todas as demais ciências, tendo sua compreensão do real influenciado cada dia mais a ciência por sua consistência.

### Metodologia
Segundo Marx, Hegel e seus seguidores criaram uma dialética mistificada, que buscava explicar a história mundial a partir da economia e como autodesenvolvimento da Ideia absoluta.
Já os economistas clássicos naturalizavam e desistoricizaram o modo de produção capitalista, concebendo a dominação de classe burguesa como uma ordem natural das relações econômicas, a partir de um conceito abstrato de indivíduo, homo economicus. Por isso, os economistas clássicos recorriam a "robsonadas", isto é, narrativas de trocas de produtos entre caçadores e pescadores primitivos, para ilustrar as suas teorias econômicas. Marx atribuía essa mistificação ao fetichismo da mercadoria, e não a uma intenção consciente.
Em oposição aos filósofos idealistas e aos economistas clássicos, Marx propunha a investigação do desenvolvimento histórico das formas de produção e reprodução social, partindo do concreto para o abstrato e do abstrato para o concreto.

### Classes sociais
Em razão da divisão social do trabalho e dos meios, a sociedade se extrema entre possuidores e os não detentores dos meios de produção. Surgem, então, a classe dominante e a classe dominada, sendo a classe dominante aquela que mantém poder sobre os meios de produção e a classe dominada a que se sujeita a dominante para obter os bens produzidos. O Estado aparece para representar os interesses da classe dominante e cria, para isso, inúmeros aparatos para manter a estrutura da produção. Esses aparatos são nomeados por Marx de infraestrutura e condicionam o desenvolvimento de ideologias e normas reguladoras, sejam elas políticas, religiosas, culturais ou econômicas, para assegurar os interesses dos proprietários dos meios de produção. Ele defendia a tributação pesada e progressiva de heranças em sua obra até a abolição do direito a herança.

### Crítica da religião

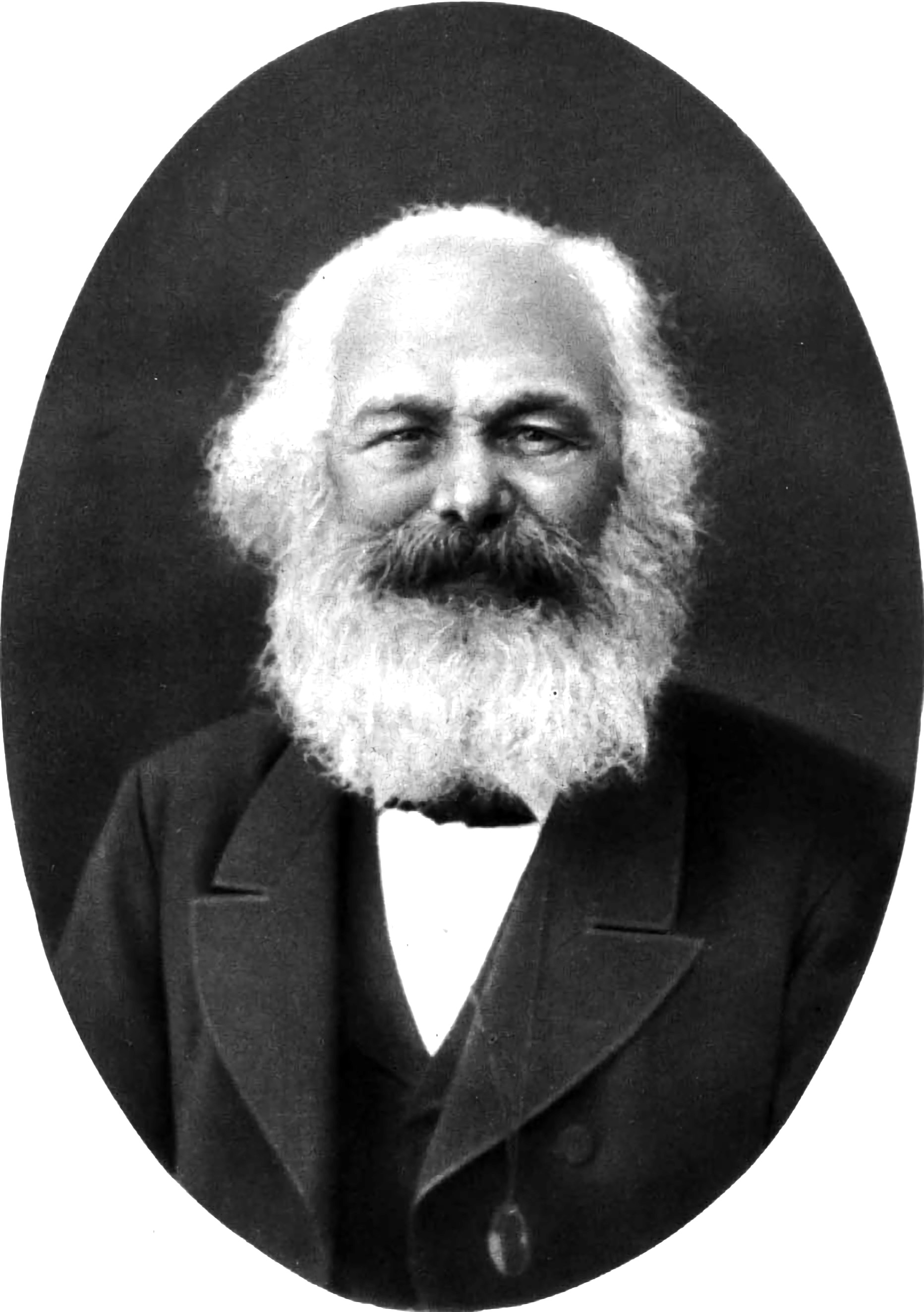
Marx cerca de um ano antes de sua morte, em 1882

Para Marx a crítica da religião é o pressuposto de toda crítica social, pois crê que as concepções religiosas tendem a desresponsabilizar os homens pelas consequências de seus atos. Marx tornou-se reconhecido como crítico sagaz da religião devido à sentença que profere em um escrito intitulado Crítica da filosofia do direito de Hegel: “A religião é o suspiro da criatura oprimida, o coração de um mundo sem coração, assim como é o espírito de uma situação carente de espírito. É o ópio do povo.” Em verdade, Marx se ocupou muito pouco em criticar sistematicamente a atividade religiosa. Nesse quesito ele basicamente seguiu as opiniões de Ludwig Feuerbach, para quem a religião não expressa a vontade de nenhum Deus ou outro ser metafísico: é criada pela fabulação dos homens.

### Revolução
Apesar de alguns leitores de Marx adjetivarem-no de “teórico da revolução”, inexiste em suas obras qualquer definição conceitual explícita e específica do termo "revolução". O que Marx oferece são descrições e projeções históricas inspiradas nos estudos que fez acerca das revoluções francesa, inglesa e norte-americana. Um exemplo de prognóstico histórico desse tipo encontra-se em Contribuição para a crítica da Economia Política:
| “ | Numa certa etapa do seu desenvolvimento, as forças produtivas materiais da sociedade entram em contradição com as relações de produção existentes ou, o que é apenas uma expressão jurídica delas, com as relações de propriedade no seio das quais se tinham até aí movido. De formas de desenvolvimento das forças produtivas, estas relações transformam-se em grilhões das mesmas. Ocorre então uma época de revolução social. | ” |

Em geral, Marx considerava que toda revolução é necessariamente violenta, ainda que isso dependa, em maior ou menor grau, da constrição ou abertura do Estado. A necessidade de violência se justifica porque o Estado tenderia sempre a empregar a coerção para salvaguardar a manutenção da ordem sobre a qual repousa seu poder político, logo, a insurreição não tem outra possibilidade de se realizar senão atuando também violentamente. Diferente do apregoado pelos pensadores contratualistas, para Marx o poder político do Estado não emana de algum consenso geral, é antes o poder particular de uma classe particular que se afirma em detrimento das demais. A revolução se daria no âmbito da necessidade de sobrevivência, pois segundo ele as forças produtivas em seu ápice passariam a se tornar destrutivas.
Importante notar que Marx não entende revolução enquanto algo como reconstruir a sociedade a partir de um zero absoluto. Na Crítica ao Programa de Gotha, por exemplo, indica claramente que a instauração de um novo regime só é possível mediada pelas instituições do regime anterior. O novo é sempre gestado tendo o velho por ponto de partida. A revolução proletária, que instauraria um novo regime sem classes, só obteria sucesso pleno após a conclusão de um período de transição que Marx denominou socialismo.

### Crítica ao anarquismo

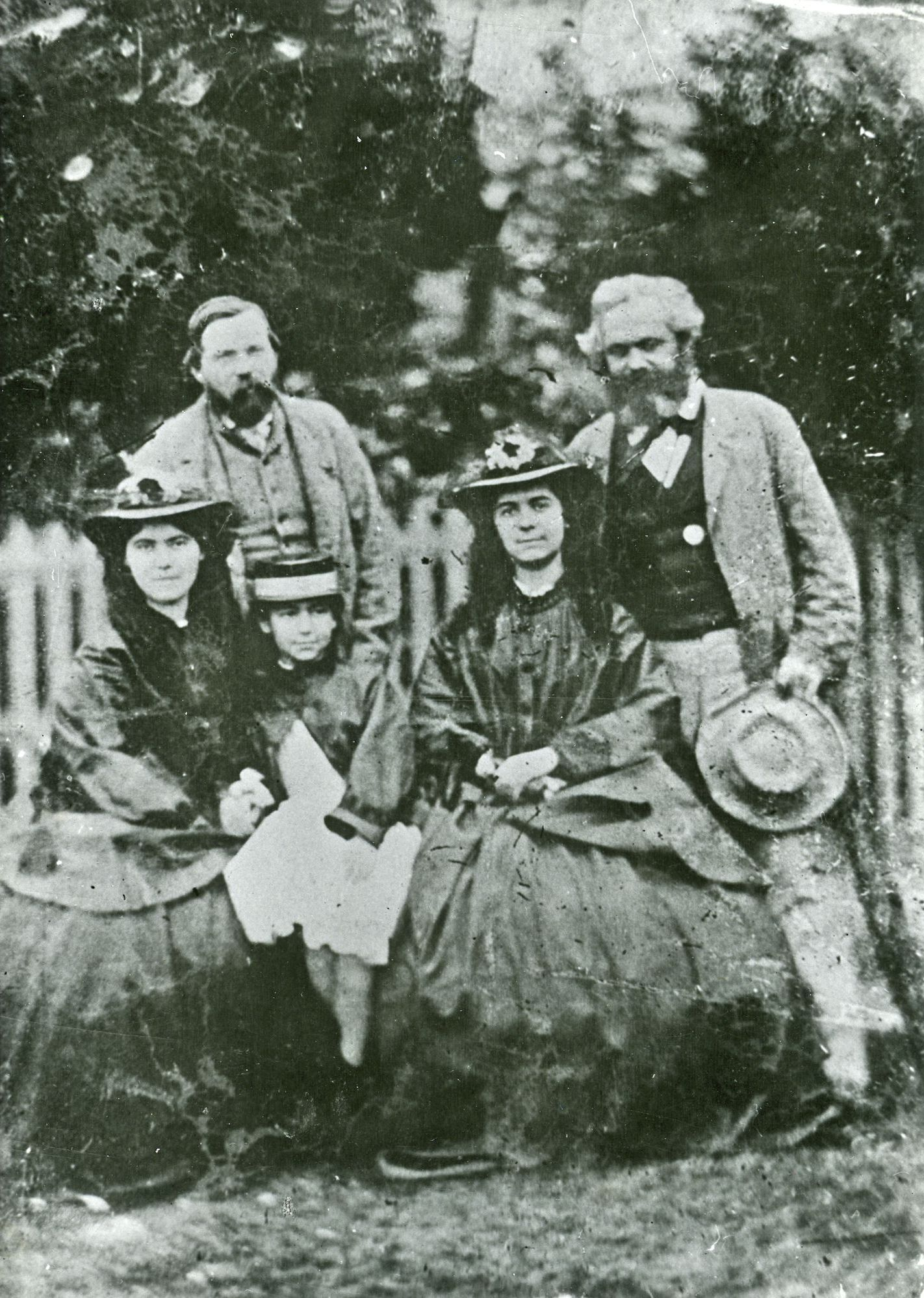
Engels, Marx e suas filhas

Criticou o anarquismo por sua visão tida como ingênua do fim do Estado onde se objetiva acabar com o Estado "por decreto", ao invés de acabar com as condições sociais que fazem do Estado uma necessidade e realidade. Na obra Miséria da Filosofia, elabora suas críticas ao pensamento do anarquista Proudhon. Também criticou o blanquismo com sua visão elitista de partido, por ter uma tendência autoritária e superada. Posicionou-se a favor do liberalismo, não como solução para o proletariado, mas como premissa para maturação das forças produtivas (produtividade do trabalho) das condições positivas e negativas da emancipação proletária, como a da homogeneização da condição proletária internacional gerado pela "globalização" do capital. Sua visão política era profundamente marcada pelas condições que o desenvolvimento econômico ofereceria para a emancipação proletária, tanto em sentido negativo (desemprego), como em sentido positivo (em que o próprio capital centralizaria a economia, exemplo: multinacionais).

### Práxis
Na lógica da concepção materialista da História, não é a realidade que move a si mesma, mas comove os atores, trata-se sempre de um "drama histórico" (termo que Marx usa em O 18 Brumário de Luís Bonaparte) e não de um "determinismo histórico" que cairia num materialismo mecânico (positivismo), oposto ao materialismo dialético de Marx, que poderia ser definido como uma "dialética realidade-idealidade evolutiva". Ou seja, as relações entre a realidade e as ideias se fundem na práxis, e a práxis é o grande fundamento do pensamento de Marx. Pois sendo a história uma produção humana, e sendo as ideias produto das circunstâncias em que tais ideais brotaram, fazer história racionalmente é a grande meta. É o próprio fazer da história que criará suas condições objetivas e subjetivas adjacentes, já que a objetividade histórica é produto da humanidade (dos homens associados, luta política, etc.). E, assim, Marx finaliza as Teses sobre Feuerbach, não se trata de interpretar diferentemente o mundo, mas de transformá-lo, pois a própria interpretação está condicionada ao mundo posto, só a ação revolucionária produz a transcendência do mundo vigente.

### Mais-valia
O conceito de mais-valia foi empregado por Karl Marx para explicar a obtenção dos lucros no sistema capitalista. Para Marx, o trabalho gera a riqueza, portanto, a mais-valia seria o valor extra da mercadoria, a diferença entre o que o empregado produz e o que ele recebe. Os operários em determinada produção produzem bens (ex: 100 carros num mês). Se dividirmos o valor dos carros pelo trabalho realizado dos operários, teremos o valor do trabalho de cada operário. Entretanto os carros são vendidos por um preço maior: esta diferença é o lucro do proprietário da fábrica. A esta diferença, Marx chama de "valor excedente ou maior", ou mais-valia. Segundo ele, o lucro teria uma tendência decrescente devido a necessidade de se investir na produção, à medida que a remuneração dos trabalhadores estaria submetida a mais-valia.

### O Capital

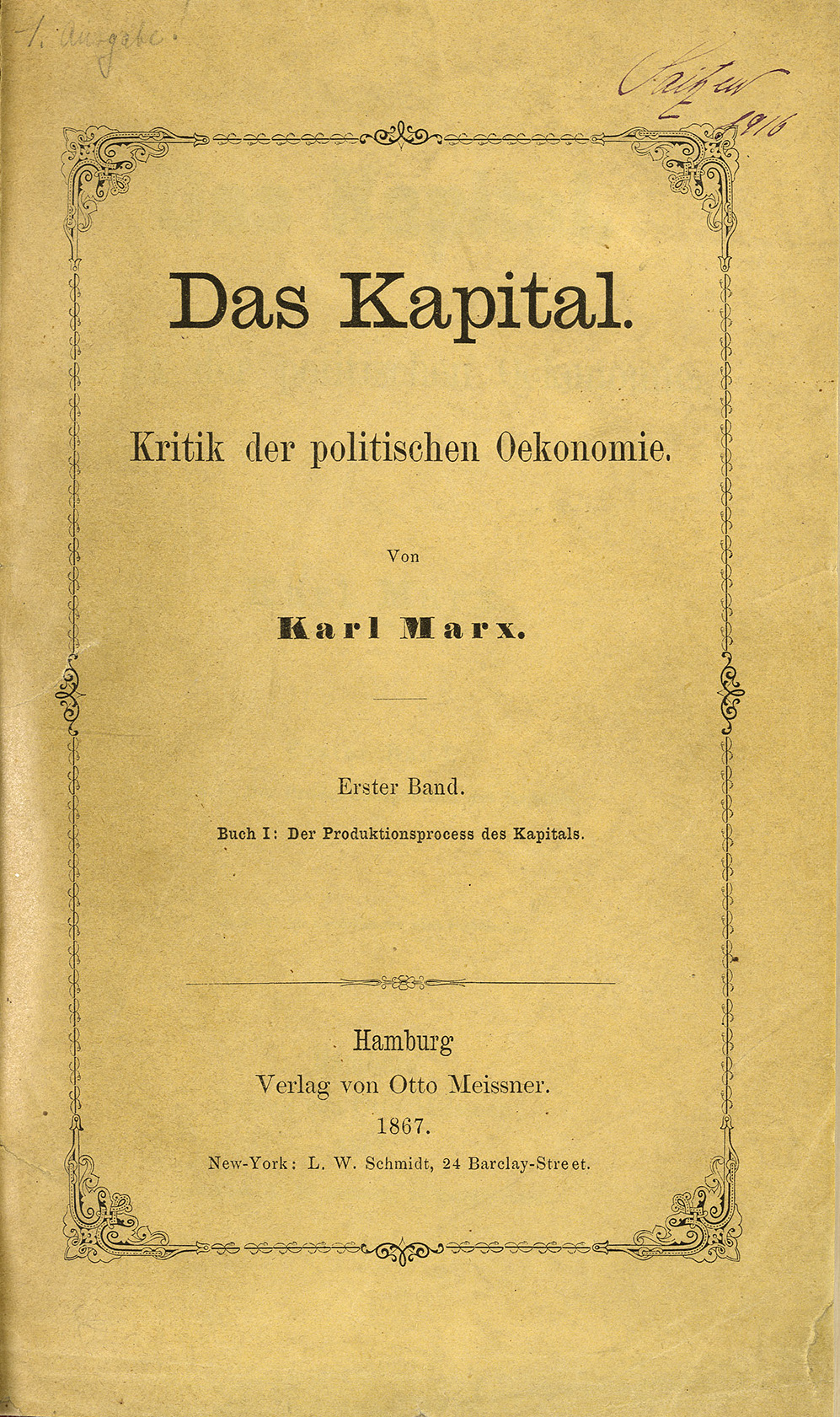
Capa da primeira edição (1867) de Das Kapital

A grande obra de Marx é O Capital, na qual trata de fazer uma extensa análise da sociedade capitalista. É predominantemente um livro de Economia Política, mas não só. Nesta obra monumental, Marx discorre desde a economia, até a sociedade, cultura, política e filosofia. É uma obra analítica, sintética, crítica, descritiva, científica, filosófica, etc. Uma obra de difícil leitura, ainda que suas categorias não tenham a ambiguidade especulativa própria da obra de Hegel, possui, no entanto, uma linguagem pouco atraente e nem um pouco fácil. Dentro da estrutura do pensamento de Marx, só uma obra como O Capital é o principal conhecimento, tanto para a humanidade em geral, quanto para o proletariado em particular, já que através de uma análise radical da realidade que está submetido, só assim poderá se desviar da ideologia dominante ("a ideologia dominante" é sempre da "classe dominante"), como poderá obter uma base concreta para sua luta política. Sobre o caráter da abordagem econômica das formações societárias humanas, afirmou Alphonse De Waelhens: "O marxismo é um esforço para ler, por trás da pseudoimediaticidade do mundo econômico reificado as relações inter-humanas que o edificaram e se dissimularam por trás de sua obra". Cabe lembrar que O Capital é uma obra incompleta, tendo sido publicado apenas o primeiro volume com Marx vivo. Os demais volumes foram organizados por Engels e publicados posteriormente.

### Outras obras
Na obra A Ideologia Alemã, Marx apresenta os pressupostos de seu novo pensamento. No Manifesto Comunista, apresenta sua tese política básica, propondo a construção de uma nova sociedade, derrubando a burguesia através da luta contra a propriedade privada de poucos. No ensaio "Sobre a Questão Judaica", apresenta sua crítica à religião, dizendo que não se deve apresentar questões humanas como teológicas, mas as teológicas como questões humanas, e que afirmar ou negar a existência de Deus, são ambas teologia. Para ele, deve-se sempre ver as religiões como reflexões fantasiosas do ser humano acerca de si mesmo, mas que representam a condição real a qual está submetido o ser humano. Em Crítica ao Programa de Gotha, Marx faz sua mais extensa e sistemática apresentação do que seria uma sociedade socialista. Em A Guerra Civil na França, Marx supera todas as suas tendências jacobinas de antes e defende claramente que só com o fim do Estado o proletariado oferece a si mesmo as condições de manter o próprio poder recém conquistado, e o fim do Estado é literalmente o "povo em armas", ou seja, o fim do "monopólio da violência" que o Estado representa. Em O 18 Brumário de Luís Bonaparte, além da profunda análise sobre o terror da "burocracia", outros aspectos marcantes são a questão do campesinato como aliado da classe operária na revolução iminente, o papel dos partidos políticos na vida social e uma caracterização profunda da essência do bonapartismo. Karl Marx foi um dos poucos ideólogos que acompanharam todo o percurso de instabilidade política francesa pós-Revolução Francesa, revolução industrial e globalização sendo que influenciou muito na obra do autor e contribuiu para alimentar os debates políticos dentro da esquerda.

## Recepção da obra
Durante a vida de Marx, suas ideias receberam pouca atenção de outros estudiosos. Talvez o maior interesse tenha se verificado na Rússia, onde, em 1872, foi publicada a primeira tradução do Tomo I de O Capital. Na Alemanha, a teoria de Marx foi ignorada durante bastante tempo, até que, em 1879, Adolph Wagner, um alemão estudioso da economia política, comentou o trabalho de Marx ao longo de uma obra intitulada Allgemeine oder theoretische Volkswirthschaftslehre. A partir de então, os escritos de Marx começaram a atrair cada vez mais atenção.
Ao final do século XIX, o principal local de debate da teoria de Marx era o Partido Social-Democrata da Alemanha. Contudo, nos primeiros anos após sua morte, sua teoria obteve crescente influência intelectual e política sobre os movimentos operários e, em menor proporção, sobre os círculos acadêmicos ligados às ciências humanas — notadamente na Universidade de Viena e na Universidade de Roma, primeiras instituições acadêmicas a oferecerem cursos voltados para o estudo de Marx.
Marx foi herdeiro da filosofia alemã, considerado ao lado de Kant, Nietzsche e Hegel um de seus grandes representantes. Foi um dos maiores pensadores de todos os tempos, tendo uma produção teórica com a extensão e densidade de um Aristóteles, de quem era um admirador. Marx criticou ferozmente o sistema filosófico idealista de Hegel. Enquanto que, para Hegel, "da realidade se faz filosofia", para Marx, a filosofia precisa incidir sobre a realidade. Para transformar o mundo, é necessário vincular o pensamento à prática revolucionária, união conceitualizada como práxis: união entre teoria e prática.

## Legado

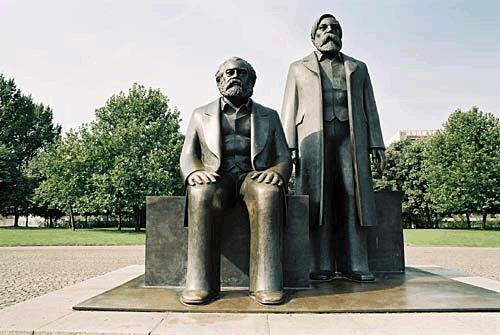
Estatueta de Marx e Engels. Parte do Fórum Marx-Engels em Berlim-Mitte

As ideias de Marx tiveram um profundo impacto na política mundial e pensamento intelectual. Os seguidores de Marx vêm debatendo entre si sobre como interpretar seus escritos e aplicar seus conceitos para o mundo moderno. O legado do pensamento de Marx tornou-se objeto de contestação entre inúmeras tendências, cada uma se vendo como a intérprete mais precisa de Marx. Na esfera política, estas tendências incluem o leninismo, marxismo-leninismo, trotskismo, maoismo, luxemburguismo e o marxismo libertário. Várias correntes também se desenvolveram no marxismo acadêmico, muitas vezes sob influência de outros pontos de vista, resultando no marxismo estruturalista, marxismo histórico, fenomenológica marxista, marxismo analítico e marxismo hegeliano.
Do ponto de vista acadêmico, a obra de Marx contribuiu para o nascimento da sociologia moderna. Ele tem sido citado como um dos três mestres da "escola cínica" do século XIX, ao lado de Friedrich Nietzsche e Sigmund Freud, e como um dos três principais arquitetos da ciência social moderna juntamente com Émile Durkheim e Max Weber. Em contraste com outros filósofos, Marx ofereceu teorias que, muitas vezes, poderiam ser testadas com o método científico. Tanto Marx quanto Auguste Comte começaram a desenvolver ideologias cientificamente fundadas durante a secularização européia e novos desenvolvimentos na filosofia da história e ciência. Trabalhando na tradição hegeliana, Marx rejeitou o positivismo sociológico comtiano na tentativa de desenvolver uma ciência da sociedade. Karl Löwith considerou Marx e Søren Kierkegaard os dois maiores sucessores filosóficos de Hegel. Na teoria sociológica moderna, a sociologia marxista é reconhecida como uma das principais perspectivas clássicas. Isaiah Berlin considera Marx o verdadeiro fundador da sociologia moderna, "na medida em que qualquer um pode reivindicar o título". Além da ciência social, ele também teve um legado duradouro na filosofia, na literatura, nas artes e nas humanidades.

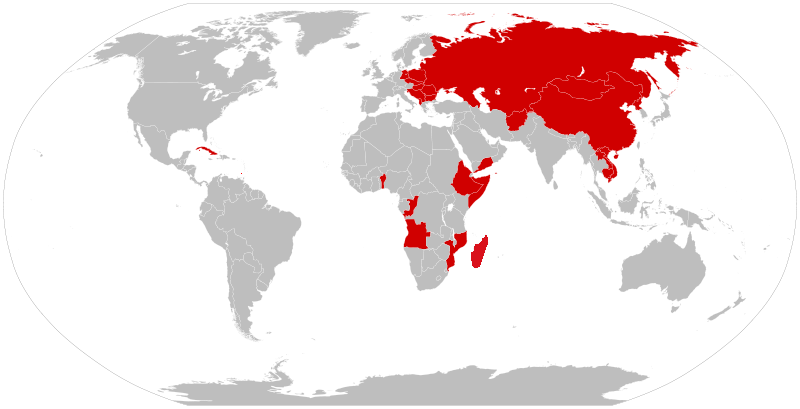
Mapa dos países que se declararam estados socialistas sob uma definição marxista-leninista ou maoista entre 1979–1983. Este período marcou a maior extensão territorial dos Estados socialistas

Na teoria social, pensadores do século XX e XXI adotaram duas estratégias principais em resposta a Marx: a primeira, conhecida como marxismo analítico, tende a reduzi-lo ao seu núcleo analítico, e precisa sacrificar suas ideias mais interessantes e intrigantes; a segunda, mais comum, dilui as reivindicações explicativas da teoria social de Marx e enfatiza a "autonomia relativa" dos aspectos da vida social e econômica, não diretamente relacionadas com a narrativa central de Marx: a interação entre o desenvolvimento das forças de produção e a sucessão dos modos de produção. Nesta segunda estratégia, incluem-se, por exemplo, a teorização neomarxista — adotada pelos historiadores inspirados na teoria social de Marx como E. P. Thompson e Eric Hobsbawm — e a linha de pensamento adotada por pensadores e ativistas como Antonio Gramsci, que têm procurado entender as oportunidades e as dificuldades da prática política transformadora vista à luz da teoria social marxista. Gramsci desenvolveu o conceito de revolução passiva, a qual é definida como "revolução sem revolução".
Politicamente, o legado de Marx é mais complexo. Ao longo do século XX, ocorreram revoluções em dezenas de países que se autorotularam de "marxistas", mais notavelmente a Revolução Russa, que levou à fundação da URSS. Líderes mundiais como Vladimir Lenin, Mao Tsé-Tung, Fidel Castro, Salvador Allende, Josip Tito e Kwame Nkrumah citaram Marx como uma influência, e suas ideias estão presentes em vários partidos políticos em todo o mundo, além daqueles onde ocorreram "revoluções marxistas". As ditaduras brutais associadas com algumas nações marxistas levaram oponentes políticos a culpar Marx por milhões de mortes, mas a fidelidade destes líderes, partidos e revoluções à obra de Marx é contestada e rejeitada por muitos marxistas. Atualmente, é comum distinguir entre o legado e a influência de Marx especificamente, e o legado e influência de suas ideias para fins políticos.